# Magyar művészettörténészek listája
| Ábécé szerinti tartalomjegyzék                                                                           |
| --- |
| A, Á B C Cs D Dz Dzs E, É F G Gy H I, Í J K L Ly M N Ny O, Ó Ö, Ő P Q R S Sz T Ty U, Ú Ü, Ű V W X Y Z Zs |

## A, Á
- Aggházy Mária (1913–1994)
- Ágoston Julianna
- András Edit (1953–)
- Artner Tivadar (1929–1999)
- Aradi Nóra (1924–2001)
- Askercz Éva

## B
- Babarczy Eszter (1966–)
- Babós Imre
- Bacher Béla (1890–1960)
- Baktay Ervin (1890–1963)
- Balla Gabriella
- Balogh András
- Balogh Jolán (1900–1988)
- Banner Zoltán (1932–)
- Bánszky Pál (1929–2015)
- Batári Ferenc (1934–2005)
- Bedő Rudolf (1891–1978)
- Beke László (1944–2022)
- Bellák Gábor
- Bencze Ágnes
- Benkő Viktorné
- Bernáth Mária (1935–2017)
- Bibó István (1941–)
- Bíró József (1907–1945)
- Bizzer István
- Bodnár Szilvia
- Bogyay Tamás (1909–1994)
- Boreczky Anna
- Borhy László (1963–)
- Borsos Béla
- Boskovits Miklós (1935–2011)
- Buzási Enikő (1948–)

## C, Cs
- Castiglione László (1927–1984)
- Cifka Péter
- Czére Andrea
- Czobor Béla (1852–1904)
- Cséfalvay Pál (1934–2010)
- Csenkey Éva (1944–)
- Csorba Géza (1932–2014)

## D
- Dávid Ferenc (1940–2019)
- Dávid Katalin (1923–2023)
- Dercsényi Balázs (1940–2003)
- Dercsényi Dezső (1910–1987)
- Détshy Mihály (1922–2007)
- Divald Kornél (1872–1931)
- Dévényi István (1946–)
- Dobrovits Dorottya (1941–1988)
- Dombi József (1910–1990)

## E, É
- Egri Mária (1940–)
- Eber Veronika
- Ember Mária
- Entz Géza (1913–1993)
- Eörsi Anna (1950–)
- Ézsiás Anikó

## F
- Fajcsák Györgyi
- Faludy Anikó
- Farbaky Péter (1957–)
- Farkas Zsuzsanna
- Fenyő Iván
- Fitz Jenő (1921–2011)
- Fitz Péter (1950–2024)
- Forgács Éva
- Földes Mária
- Frank János
- Frederik Antal
- Fülep Lajos (1885–1970)

## G
- Galavics Géza (1940–2023)
- Garas Klára (1919–2017)
- Gábor Eszter (1937–)
- Gellér Katalin (1946–)
- Genthon István (1903–1969)
- Gerecze Péter (1856–1914)
- Gerevich László (1911–1997)
- Gerevich Tibor (1882–1954)
- Gergely Mariann
- Gerő Ödön (1863–1939)
- Gerszi Teréz (1927–2023)
- Geskó Judit
- Gombosi György (1904–1945)

## H
- Hadik András (1953–)
- Hajós Géza
- Hámori Katalin
- Haraszti-Takács Marianna
- Hauser Arnold (1892–1978)
- Hegyi Lóránd (1954–)
- Hekler Antal (1882–1940)
- Henszlmann Imre (1813–1888)
- Henszlmann Lilla
- Horváthné Áts Kató

## I, Í
- Ipolyi Arnold (1823–1886)

## J
- Jankovits Katalin
- Jávor Anna
- Junghaus Tímea (1975–)
- Jurecskó László (1954–)

## K
- Kampis Antal (1903–1982)
- Katona Imre
- Kádár Zoltán (1915–2003)
- Kelényi György
- Keller Anna
- Kemény Mária(wd) (1949–2018)
- Kernács Gabriella (1943–2021)
- Kerny Terézia (1957–2015)
- Keserü Katalin (1946–)
- Kishonthy Zsolt (1956–)
- Komárik Dénes (1929–2017)
- Kovács András (1946–)
- Kovács Éva (1932–1998)
- Kovács Imre
- Kovács Péter (1939–)
- Kovalovszky Márta (1939–)
- Körber Ágnes
- Körner Éva (1929–2004)
- Kumin Mónika
- L. Kovásznai Viktória (1942–)

## L
- László Emőke
- Lővei Pál (1955–)
- Lyka Károly (1869–1965)

## M
- Malonyai Dezső (1866–1916)
- Marosi Ernő (1940–2021)
- Márta Nagy Ildikó
- Mazányi Judit
- Mecsi Beatrix (1972–)
- Mendöl Zsuzsanna
- Mentényi Klára
- Mezei Ottó (1925–2004)
- Mezey Alice
- Miklós Pál (1927–2002)
- Mikó Árpád
- Millisits Máté (1978–)
- Mojzer Miklós (1931–2014)
- Molnár Éva (1927–2019)
- Molnár Eszter
- Mravik László
- Mucsi András (1929–1994)

## N
- B. Nagy Anikó (1953–)
- Nagy T. Katalin (1958–)
- Nagy Ildikó (1940–)
- Nátyi Róbert (1971–)
- Németh Lajos (1929–1991)
- Néray Katalin (1941–2007)

## O
- Orosz Márton

## P
- Pap Gábor (1939–)
- Papp Júlia
- Papp Katalin
- Papp Szilárd
- Passuth Krisztina (1937–)
- Pataki Árpád
- Pataki Gábor
- Pázmány Ágnes
- Péczeli Béla
- Peregriny János
- Perneczky Géza (1936–)
- Péter András (1903–1944)
- Péter Márta
- Peternák Miklós
- Petrovics Elek (1873–1945)
- Pogány Frigyes (1908–1976)
- Pogány Ö. Gábor (1916–1998)
- Popper Leó (1886–1911)
- Prékopa Ágnes
- Prokopp Mária (1939–)
- Pulszky Károly (1853–1899)
- Pusztai László

## R
- Radák Judit
- Ráday Mihály (1942–2021)
- Rényi András (1953–)
- Révész Emese (1967–)
- Ridovics Anna
- Rómer Flóris (1815–1889)
- Romváry Ferenc
- Rózsa György
- Ruzsa György (1947–)

## S
- Sallay Marianne
- Sármány Ilona
- Simon Magdolna
- Sinkó Katalin
- Sisa József (1952–)
- Slézia József
- Supka Magdolna (1914–2005)

## Sz
- Szabadi Judit
- Szabó Attila
- Szabó Júlia (1939–2004)
- Szabó Zoltán (Zsirai Szabó) (1936–2022)
- Szakács Béla Zsolt
- Szalay József
- Szegedy-Maszák Zsuzsanna
- Szentesi Edit
- Széphelyi F. György
- Szilágyi András
- Szilágyi János György (1918–2016)
- Szilárdfy Zoltán
- Szőke Annamária (1945–2004)
- Szvoboda Gabriella

## T
- Takács Imre (1959–)
- Tátrai Vilmos (1946–)
- Térey Gábor (1864–1927)
- Tímár Árpád
- Tolnay Károly (1899–1981)
- Tóth Antal (1945–2020)
- Tóth Károly (1984–)
- Tóth Melinda
- Tóth Sándor
- Török Gyöngyi
- Turai Hedvig

## U, Ú
- Urbach Zsuzsa

## V, W
- Vadas Ferenc
- Vadas József
- Vadászi Erzsébet
- Varga Lívia
- Vayer Lajos (1913–2001)
- Végh János
- Végvári Lajos (1919–2004)
- Wehli Tünde

## Y
- Ybl Ervin (1890–1965)

## Z
- Zádor Anna (1904–1995)
- Zentai Loránd
- Zwickl András